# Jay-Roy Grot
Jay-Roy Jornell Grot, né le 13 mars 1998 à Arnhem, est un footballeur néerlandais qui évolue au poste d'attaquant au Kashiwa Reysol.

## Biographie

### En club
Avec le club du NEC Nimègue, il dispute 29 matchs en première division néerlandaise, inscrivant cinq buts.
Le 24 août 2017, il rejoint l'équipe anglaise de Leeds United.
Le 5 juillet 2018, il est prêté pour une saison à VVV Venlo.
Le 1er février 2021, il est prêté à VfL Osnabrück.

### En équipe nationale
Avec les moins de 17 ans, il participe au championnat d'Europe des moins de 17 ans en 2015. Lors de cette compétition, il joue trois matchs : contre l'Irlande, l'Angleterre et l'Italie.
Il dispute ensuite avec les moins de 19 ans, le championnat d'Europe des moins de 19 ans en 2017. Lors de cette compétition, il joue quatre matchs, inscrivant un but contre l'Allemagne. Les Pays-Bas s'inclinent en demi-finale contre le Portugal.